# Dendrobiinae
Dendrobiinae — подтриба трибы Dendrobieae подсемейства Эпидендровые семейства Орхидные. В некоторых литературных источниках таксон Dendrobiinae рассматривается как подтриба трибы Epidendreae или Podochilaeae.

## История описания
Линдли выделил подтрибу Dendrobiinae в 1829 году. По его концепции подтриба охватывала 20 родов.
Большинство последующих авторов, включая Lindley (1851), Reichenbach (1861), Bentham (1881), Bentham and Hooker (1883), Pfitzer (1882, 1889), Schlechter (1905, 1912, 1926), Dressler and Dodson (1960) and Dressler (1972, 1979, 1981), постепенно сузили толкование Dendrobiinae. По последней классификации Дресслера (Dressler 1993), подтриба включает шесть родов и примерно 1150 видов.

## Биологическое описание
Иногда одревесневающие, многолетние, кустарниковидные травы.
Стебли тонкие или большей частью утолщённые в виде псевдобульб.
Листья дупликатные, кондупликатные, двурядно расположенные, иногда латерально сжатые, с черепитчато налегающими основаниями, изредка суккулентные, утолщённые или цилиндрические.
Соцветие боковое, развивающееся из апикальных узлов побега, в виде простой или ветвящейся рыхлой кисти, редко одноцветковое.
Цветки спирально расположенные, ресупинатные. Боковые листочки наружного круга околоцветника часто срастаются между собой, либо между собой и вытянутым подножием колонки, а иногда и с основанием губы, образуя мешковидный широкий шпорец, так называемый ментум. Пыльник терминальный, наклонённый. Поллинии округлые или продолговатые, в числе 4 (в двух парах) или 2, голые, без каудикул и прилипалец. Рыльце цельное, округлое, погружённое.

## Распространение и экологические особенности
Континентальная тропическая Азия, Индонезия, Австралия.
Эпифиты, редко литофиты.

## Систематика
- род Cadetia
- род Dendrobium — Дендробиум
- род Diplocaulobium
- род Epigeneium
- род Flickingeria
- род Pseuderia